# Terra del Rei Frederic VIII
La Terra del Rei Frederic VIII (danès Kong Frederik VIII Land) és la major divisió geogràfica del nord-est de Groenlàndia. S'estén pel cercle polar àrtic des de 76°N fins a 81°N en direcció nord-sud al llarg de la costa del Mar de Groenlàndia.

## Història
Aquesta regió vasta i dessolada encara era sense cartografiar el 1900. Fou explorada per l'Expedició Dinamarca de 1906–08, per l'Expedició Alabama de 1909–12 i per l'Expedició Danesa a la Terra de la Reina Lluïsa per J.P. Koch de 1912–13, quan el rei era Frederic VIII (1843 – 1912)
L'àrea entre 79° i 81°30´N fou marcada per primer cop acom a Terra del Rei Frederic VIII, en honor del rei Frederic VIII de Dinamarca que governava quan l'Expedició Dinamarca de 1906-1907 va cartografiar la regió. Einar Storgaard va usar el mateix nom una altra vegada en un mapa de 1927 —ell també va proposar una divisió de la regió en una part nord i una part sud amb frontera al llarg del fiord Nioghalvfjerd. Finalment el nom va esdevenir d'ús general després de la publicació dels informes de l'Expedició de Tres Anys a Groenlàndia Oriental de 1931–34 (Treårsekspedition).

## Geografia
La Terra del Rei Frederic VIII s'estén entre el 76°N al llarg del mig del fiord Bessel al sud i 81°N,la frontera corre al llarg del mig de fiord Independence i la glacera Academy. Està envoltada per la Terra del Rei Cristià X al sud, el mar de Wandel al nord, la Terra de Peary al nord-oest i la Glacera continental groenlandesa a l'oest. Tot aquest territori és inclòs en la zona del Parc Nacional del Nord-est de Groenlàndia.
La Terra del Rei Frederic VIII inclou zones muntanhyenques, com els Alps de la Princesa Carolina Matilda, nunataks, com la Terra de la Reina Lluïsa, i vastes glaceres com Storstrømmen, Zachariae Isstrøm i el Nioghalvfjerdsbrae del nord-est de Groenlàndia. A les àrees costaneres també hi ha fiords, com el fiord Ingolf i el fiord Borge a Dove Bugt, així com nombroses illes costaneres, com Hovgaard a la costa del mar de Groenlàndia o l'illa de la Princesa Thyra al mar de Wandel. La glacera continental groenlandesa arriba fins al litoral a Jøkelbugten.
L'àrea de la Terra del Rei Frederic VIII és pràcticament deshabitada. Actualment només hi ha dos llocs habitats: 
- L'estació meteorològica de Danmarkshavn a la planta meridional de la península de Germania Land.[5] Va rebre el nom de l'Expedició Dinamarca de 1906–08 degut a Danmark, el vaixell de l'expedició que hi va hivernar.[1]
- Nord, una base militar i estació meteorològica danesa situada al nord de la península terra del Príncep Hereu Cristià.

|  |  |  |